# ABDACOM
Az ABDACOM, teljes nevén American-British-Dutch-Australian Command (magyarul: amerikai–brit–holland–ausztrál parancsnokság) rövid életű szövetséges főparancsnokság volt a csendes-óceáni háború kezdeti szakaszában a második világháború idején, melynek első és legjelentősebb parancsnoka a brit Sir Archibald Wavell marsall, Brit India addigi főparancsnoka (Commander in Chief, India)  volt. Fő feladatául a „maláj sorompó” (Malay Barrier) szövetséges ellenőrzés alatt tartását tűzték ki, feladatát mégsem látta el sikeresen, egyik hadműveleti kudarcot a másik után szenvedte el. Az akkori brit katonai terminológiában South West Pacific Command-nek is nevezték, ez azonban nem azonos az amerikai South West Pacific Area parancsnokságával, amely ezzel párhuzamosan lett felállítva.

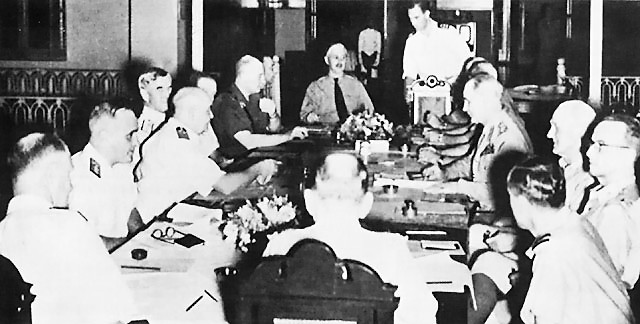
Az első, 1942 januári ABDACOM konferencia: az asztalnál ülők, balról: Layton, Helfrich és Hart tengernagyok, a királyi holland keleti-indiai hadsereg parancsnoka ter Poorten és Kengen ezredes a királyi holland kelet-indiai hadsereg légierejétől (az asztalfőn), valamint Sir Archibald Wavell tábornok, amerikai helyettese Brett és Brereton, mindketten az USAAF-tól

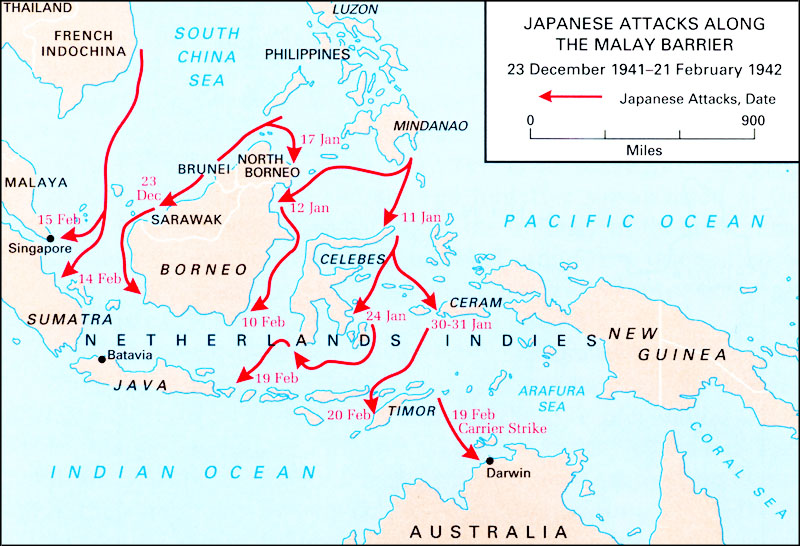
Japán előrenyomulás a „maláj sorompó” térségében 1941. december 23. és 1942. február 21. között

Létrehozását a Pearl Harbor elleni japán támadást követően kezdték el szervezni, végül a washingtoni Arcadia fedőnevű konferencián véglegesítették. A jáva-tengeri csata után, gyakorlatilag haderő nélkül megszűnt létezni.